# Heidi Janků
Heidi Janků (ur. 23 listopada 1962 w Witkowicach) – czeska piosenkarka i prezenterka telewizyjna.
Na początku swojej kariery śpiewała w pubie U Dihlů w Malych Hošticach. Swoje pierwsze nagrania zrealizowała z zespołem Lučina. Następnie współpracowała z formacją Proměny. W 1982 roku poznała znanego łowcę talentów muzycznych Ivo Pavlíka, z którym mieszkała do jego śmierci w 2017 r.

## Dyskografia
- Heidi a Supernova Ivo Pavlíka (Supraphon 1986);
- Runnin’ Out (Supraphon/Artia 1987);
- Úplně všechno (Supraphon 1988);
- Novinka (Supraphon 1989);
- Cesta kolem těla (Supraphon 1990);
- Heidi (Anes 1992);
- Ave Maria (Prolux 1996);
- Zpověď (Aplaus 2000);
- Zlatej důl jsem přece já (Popron Music 2002);
- Buď a nebo (Česká muzika 2004).

Źródło: